# Klima-, Energi- og Forsyningsudvalget
Klima-, Energi- og Forsyningsudvalget (oprettet 4. juli 2019) er et stående udvalg i Folketinget, der beskæftiger sig med klimapolitik, energipolitik og forsyningspolitik. I udvalget bearbejdes lov- og beslutningsforslag, der lægger sig ind under disse politikområder. Derudover skal udvalget sikre kontrol med regeringen vedrørende udvalgets politikområder. Dette gøres igennem opsyn med ministerens forvaltning og efterlevelse af relevante love og beslutninger. Den relevante ressortminister er Klima-, Energi- og Forsyningsminister, Dan Jørgensen.
Udvalgsarbejdet består desuden i, at involvere relevante interessenter såsom borgere, forskningsinstitutioner, aktører i det private erhvervsliv, interesseorganisationer, tænketanke osv.
I perioden fra  9. juli 2015 til 5. juni 2019 hed udvalget Energi-, Forsynings- og Klimaudvalget, hvorefter det skriftede navn til nuværende.

## Medlemmer
I udvalget sidder 29 medlemmer. Rasmus Helveg Petersen fra Radikale Venstre er formand, mens Thomas Danielsen fra Venstre er næstformand.
| Nr. | Politiker                  | Parti                       |
| --- | -------------------------- | --------------------------- |
| 1 | Anders Kronborg            | Socialdemokratiet           |
| 2 | Bjørn Brandenborg          | Socialdemokratiet           |
| 3 | Bjarne Laustsen            | Socialdemokratiet           |
| 4 | Kasper Roug                | Socialdemokratiet           |
| 5 | Ida Auken                  | Socialdemokratiet           |
| 6 | Jesper Petersen            | Socialdemokratiet           |
| 7 | Jens Joel                  | Socialdemokratiet           |
| 8 | Orla Hav                   | Socialdemokratiet           |
| 9 | Andreas Steenberg          | Radikale Venstre            |
| 10 | Zenia Stampe               | Radikale Venstre            |
| 11 | Rasmus Helveg Petersen     | Radikale Venstre            |
| 12 | Signe Munk                 | Socialistisk Folkeparti     |
| 13 | Torsten Gejl               | Alternativet                |
| 14 | Rasmus Nordqvist           | Socialistisk Folkeparti     |
| 15 | Søren Egge Rasmussen       | Enhedslisten                |
| 16 | Peder Hvelplund            | Enhedslisten                |
| 17 | Thomas Danielsen           | Venstre                     |
| 18 | Christoffer Aagaard Melson | Venstre                     |
| 19 | Lars Christian Lilleholt   | Venstre                     |
| 20 | Marie Bjerre               | Venstre                     |
| 21 | Tommy Ahlers               | Venstre                     |
| 22 | Carsten Kissmeyer          | Venstre                     |
| 23 | Morten Messerschmidt       | Dansk Folkeparti            |
| 24 | Jens Henrik Thulesen Dahl  | Dansk Folkeparti            |
| 25 | Mona Juul                  | Det Konservative Folkeparti |
| 26 | Niels Flemming Hansen      | Det Konservative Folkeparti |
| 27 | Katarina Ammitzbøll        | Det Konservative Folkeparti |
| 28 | Peter Seier Christensen    | Nye Borgerlige              |
| 29 | Alex Vanopslagh            | Liberal Alliance            |
| Kilde: "Klima-, Energi- og Forsyningsudvalget (KEF)s sammensætning" på Folketingets hjemmeside. Hentet d. 16. august 2021. |                            |                             |